# Örebro (comune)
Örebro è un comune svedese di 135 421 abitanti, situato nella contea di Örebro. Il suo capoluogo è la città omonima.

## Località
Nel territorio comunale sono comprese le seguenti aree urbane (tätort):
- Askersby
- Ekeby-Almby
- Garphyttan
- Glanshammar
- Hampetorp
- Hovsta
- Kilsmo
- Lanna (parte)
- Latorpsbruk
- Marieberg
- Mosås
- Norra Bro
- Odensbacken
- Ölmbrotorp
- Örebro
- Stora Mellösa
- Vintrosa

## Amministrazione

### Gemellaggi
- Kolding
- Drammen
- Lappeenranta
- Stykkishólmur
- Łódź
- Yantai
- Terrassa